# Ciclón Íñigo
El ciclón tropical severo Íñigo está empatado con el ciclón Gwenda de 1999 por ser el ciclón más intenso registrado en la región australiana en términos de presión barométrica, con la posible excepción del ciclón Mahina de 1899. La novena depresión tropical, la octava tormenta nombrada, así como también la tercera ciclón tropical severo de la temporada de ciclones de la región australiana de 2002–03. Íñigo se desarrolló a partir de una baja tropical que cruzó el este de Indonesia a finales de marzo de 2003. El 1 de abril, convirtiéndose en un ciclón tropical nombrada, se intensificó rápidamente a medida que avanzaba hacia el suroeste, alcanzando una presión central mínima de 900 mbar (hPa; 26.58 inHg) el 4 de abril. Una vaguada que se acercaba debilitó el ciclón y lo giró hacia el sureste, y el 8 de abril, Iñigo se disipó después de tocar tierra en Australia occidental, como una tormenta tropical mínima.
La perturbación precursora provocó fuertes lluvias en el este de Indonesia, lo que provocó inundaciones y deslizamientos de tierra generalizados. El peor de los daños fue en la isla de Flores, aunque también se informó de daños en Timor occidental y Sumba. Las inundaciones y los deslizamientos de tierra dañaron o destruyeron miles de casas, lo que obligó a muchos a abandonar sus hogares. Se informó de un total de 58 víctimas en asociación con Iñigo, como un disturbio. En Australia, Iñigo produjo fuertes lluvias a nivel local, pero causó pocos daños.

## Historia meteorológica

### Génesis
El 26 de marzo de 2003, se ubicó una zona de alteraciones del tiempo dentro de la vaguada casi ecuatorial cerca de Papua Nueva Guinea. Inicialmente ubicado dentro de una zona de cizalladura del viento del este, siguió hacia el oeste, debido a la presencia de una cresta al sur, y el 27 de marzo se formó una zona de baja presión sobre Nueva Guinea Occidental. La actividad de las tormentas eléctricas aumentó alrededor de una circulación de nivel medio cuando cruzó hacia el mar de Arafura, y su organización general continuó aumentando. El 29 de marzo, se observó una circulación a baja altura, aunque se impidió un desarrollo tropical significativo debido a la cizalladura del viento y la interacción de la tierra con las islas del archipiélago indonesio. El sistema se convirtió en un mínimo tropical el 30 de marzo. Después de girar hacia el suroeste, la baja tropical cruzó la isla de Flores el 31 de marzo; al hacerlo, la convección de la tormenta aumentó considerablemente, debido al aumento de la divergencia en los niveles superiores, lo que produjo fuertes lluvias en Flores y Timor. El 1 de abril, la cizalladura del viento disminuyó cuando el sistema cruzó hacia el mar de Savu y la tormenta se convirtió en un ciclón tropical al noreste de Sumba.

### Rápida intensificación
A las 12:00 UTC del 1 de abril, el Centro Conjunto de Advertencia de Tifones (JTWC) emitió su primer aviso sobre el sistema, clasificándolo como ciclón tropical 26S. En la medianoche del 2 de abril, el centro de alerta de la Bureau de Meteorología (BOM) en Perth clasificó el sistema como ciclón tropical recibiendo con el nombre de Íñigo. La tormenta se intensificó rápidamente a medida que avanzaba hacia el suroeste, ayudada por la baja cizalladura del viento y una fuerte divergencia. Un ojo se organizó gradualmente y, a principios del 3 de abril, la lista de materiales clasificó a Iñigo como un ciclón tropical severo, con vientos de 80 mph (130 km/h). Más tarde ese día, el ciclón experimentó una rápida intensificación, ya que el ojo se volvió cada vez mejor definido. El 4 de abril, Iñigo alcanzó al categoría 5 en la escala de ciclones de Australia y, a las 06:00 UTC, alcanzó vientos máximos de 240 km/h (150 mph) y una presión mínima estimada de 900 hPa (mbar), mientras se encontraba a unos 950 km (590 millas) al norte de Onslow, Australia occidental. Casi al mismo tiempo, el Centro Conjunto de Advertencia de Tifones (JTWC) evaluó a Iñigo como un poderoso ciclón con vientos de 1 minuto de 260 km/h (160 mph). Con una presión mínima de 900 hPa, Iñigo empató al ciclón Gwenda de la temporada de 1998–99 como el ciclón tropical más intenso registrado en la región de ciclones de Australia.

### Debilitamiento
Al alcanzar la intensidad máxima, Iñigo mantuvo una pared del ojo de 32 km (20 millas) de diámetro. A fines del 4 de abril, una vaguada en un nivel superior que se acercaba aumentó la cizalladura del viento sobre el sistema, lo que provocó una tendencia de debilitamiento constante. El 5 de abril, el ojo se llenó de nubes, y más tarde ese día el ciclón alcanzó su punto más occidental antes de que la vaguada que se aproximaba lo girara hacia el sureste. Para el 7 de abril, sus vientos disminuyeron por debajo del estado de ciclón tropical severo, o por debajo de 120 km/h (75 mph). La convección continuó disminuyendo, dejando el centro expuesto a la convección cuando tocó tierra a principios del 8 de abril, en la región de Pilbara, en Australia occidental. Al llegar a tierra, Iñigo tenía vientos de alrededor de 75 km/h (45 mph). La circulación de Iñigo se disipó dentro de las 12 horas posteriores a su traslado a tierra.

## Impacto

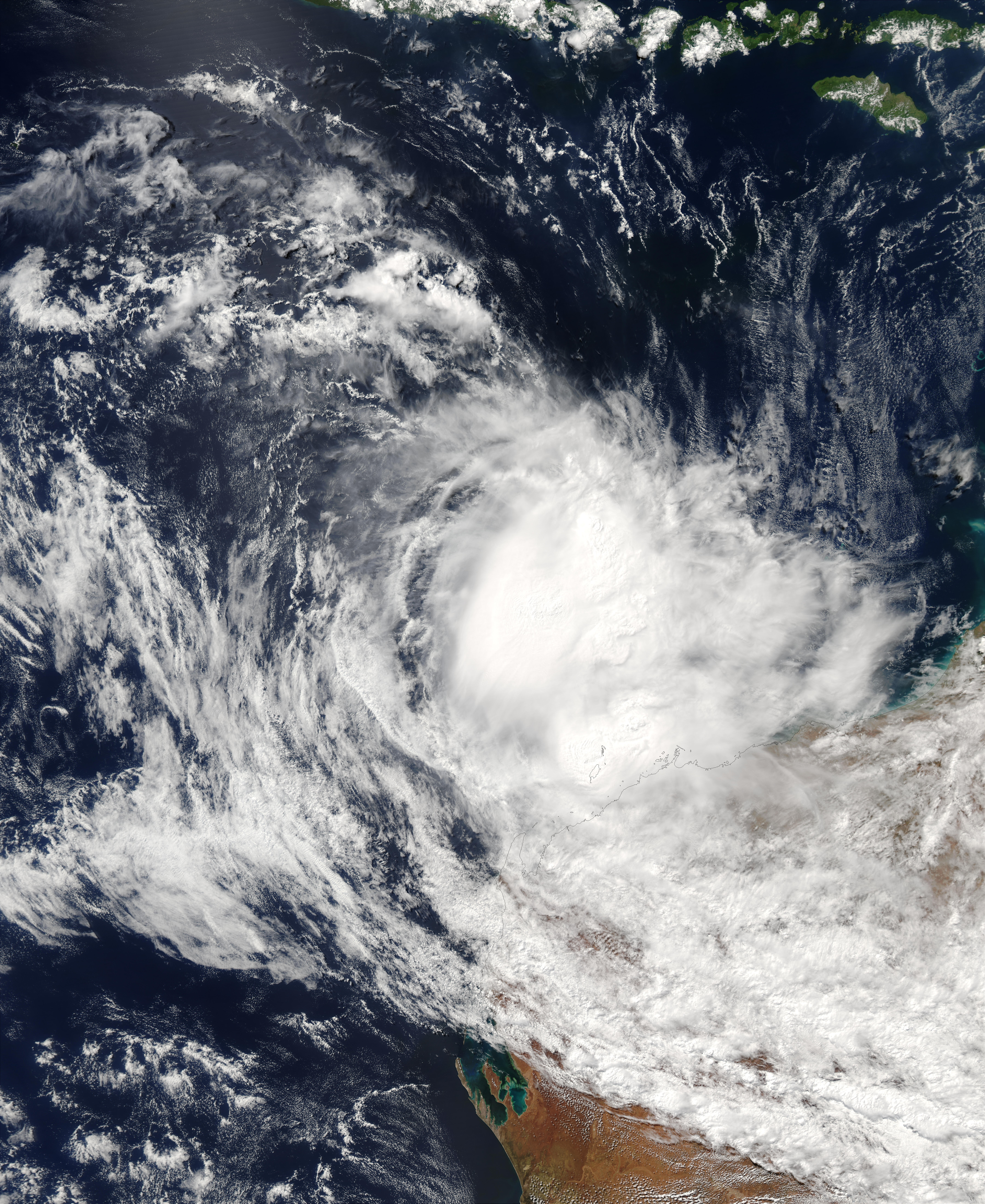
El ciclón tropical Íñigo acercándose a Australia occidental el 7 de abril de 2003

### Indonesia
La perturbación tropical precursora provocó fuertes lluvias en el este de Indonesia; en la isla de Flores, Larantuka registró 223 mm (8,78 pulgadas) en un período de 24 horas. Las lluvias provocaron inundaciones repentinas y deslizamientos de tierra, principalmente en Flores, pero también en Timor Occidental y Sumba. En algunos lugares, la profundidad de la inundación alcanzó los 5 metros (16 pies). El río Oessao en Timor Occidental rebasó sus márgenes, lo que inundó siete aldeas. En Kupang, en Timor Occidental, el sistema destruyó cientos de hogares y grandes campos de cultivos de maíz, frijoles y arroz. Se reportaron graves daños cerca de Ende, donde las inundaciones y deslizamientos de tierra destruyeron 20 casas y destruyeron las carreteras que conectan con el este de Flores. En Ende, se sacrificó un total de 294 animales. El aeropuerto de la ciudad se inundó con un metro (3 pies) de agua, lo que impidió el transporte aéreo y dejó la ciudad temporalmente aislada. En East Flores Regency, en el este de la isla de Flores, el sistema dejó 75 casas destruidas, 77 gravemente dañadas y 56 más con daños leves. Los daños en Indonesia ascendieron a menos de $6 millones (2003 USD, $17,4 millones 2021 USD) y se informaron 102 heridos. El representante de Indonesia ante el Comité de Ciclones Tropicales de la Organización Meteorológica Mundial en 2004 informó que el número de muertos relacionados con el desastre en Indonesia fue de 58 muertos.
Además, la perturbación precursora produjo mares agitados a lo largo de las costas, lo que provocó el hundimiento de 12 veleros. Se informó de la desaparición de dos barcos, cada uno con una tripulación de cinco a ocho personas, al suroeste de Sumba, después de que el ciclón Íñigo pasara por su ubicación el 3 de abril.

### Australia
Iñigo se trasladó a tierra en Australia como un ciclón tropical débil, aunque varios lugares informaron vientos cercanos a la fuerza del vendaval. La tormenta arrojó precipitaciones de ligeras a moderadas cerca de su lugar de llegada a tierra, con una precipitación máxima total de 226 mm (8,90 pulgadas), de los cuales 128 mm (5,04 pulgadas) de lluvia cayeron en 80 minutos. No se reportaron víctimas ni daños significativos en el país.

## Sucesos
Poco después de que la tormenta pasara por Indonesia, el gobierno local y los funcionarios de la Cruz Roja distribuyeron asistencia a las víctimas de la tormenta, incluidos alimentos, medicinas, agua potable y colchones; además, el gobierno envió alrededor de $400 millones (IDR 2003, $ 50,000 2003 USD). Los ciudadanos afectados residían en refugios temporales, incluidas escuelas, oficinas de policía y refugios construidos por los gobiernos locales. Los funcionarios desplegaron máquinas para eliminar los escombros de las carreteras afectadas por los deslizamientos de tierra.

### Retiro del nombre
- Como resultado de su daño, la Organización Meteorológica Mundial (OMM) retiró el nombre Íñigo se retiró después de su uso; su nombre fue reemplazado por Iggy, que se utilizó por primera vez en 2012.[11]